# Microgonia chimboaria
Microgonia chimboaria är en fjärilsart som beskrevs av Charles Oberthür 1911. Microgonia chimboaria ingår i släktet Microgonia och familjen mätare. Inga underarter finns listade i Catalogue of Life.